# Manasarovar
Der See Manasarovar (tibetisch མ་ཕམ་གཡུ་མཚོ Wylie ma-pham g.yu-mtsho Mapam Yumco; Sanskrit मानस सरोवर mānasa sarovara; chinesisch 瑪旁雍錯 / 玛旁雍错), befindet sich im Kreis Purang, Regierungsbezirk Ngari auf dem „Dach der Welt“ im Südwesten des Autonomen Gebiets Tibets in der Volksrepublik China.

## Geografie
Der zwischen den Gebirgsketten Transhimalaya (im Norden) und Himalaya (im Süden) gelegene Manasarovar ist einer der höchstgelegenen Süßwasserseen der Welt mit einer Höhe von 4586 Metern über dem Meeresspiegel. Er hat eine Wasseroberfläche von durchschnittlich 412 km² und ist bis zu 77 Meter tief. Der See liegt auf einer Hochebene, die durch die markanten Berge Kailash (6714 m) und Gurla Mandhata (7728 m) eingerahmt wird. Er ist durch einen schmalen Landrücken von dem westlich von ihm liegenden Rakshastal-See getrennt. Bei hohen Wasserständen zur Schneeschmelze kann Wasser durch eine Ganga Chhu genannte Rinne in den etwa 15 m tiefer liegenden Rakshastal fließen.
Vier große Flüsse entspringen in unmittelbarer Nähe des Sees:
- Satluj im Westen, bei ausreichend Wasser im Rakshastal und bei Hochwasser über das Verbindungs-Wadi Ganga Chu im Manasarovar,
- Indus im Norden,
- Brahmaputra (Yarlung Zangbo) im Osten und
- Karnali im Süden.

## Namen
Auf Tibetisch heißt der See Mapham Yutsho (tib.: ma pham g.yu mtsho); der Name bedeutet „unbesiegbarer Türkis-See“. Die chinesische Bezeichnung Mǎpáng Yōngcuò 玛旁雍错 (auch: Mǎfǎ Mùcuò 玛法木错) ist aus dem Tibetischen entlehnt. Weitere tibetische Namen für den See sind Tshochen Mapham Yutsho, Tsho Mapham, Tsho Rinpoche und Pema Lhatsho („göttlicher Lotos-See“). „Manasarovar“ ist Sanskrit, zusammengesetzt aus manas (= „Geist“) und sarovar (= „See“); ein weiterer Sanskrit-Name ist Anavatapta.
Der See wird als „unbesiegbar“ bzw. als „unübertroffen“ bezeichnet, weil nur sein Wasser die „Acht Eigenschaften perfekten Wassers“ besitzen soll: kühl, süß, leicht, weich, klar, rein, weder Magen noch Hals reizend. Er heißt auch „ewig kühl“, weil der Wassergott (naga) Anavatapta (Pali: Anotatta, Tibetisch: Mazhoiba; „der sich niemals erhitzt“) hier leben soll. Die Bezeichnung „göttlicher Lotos-See“ geht auf einen Vergleich seiner Wasserfläche mit einer geöffneten Lotosblüte zurück.

## Religiöse Bedeutung

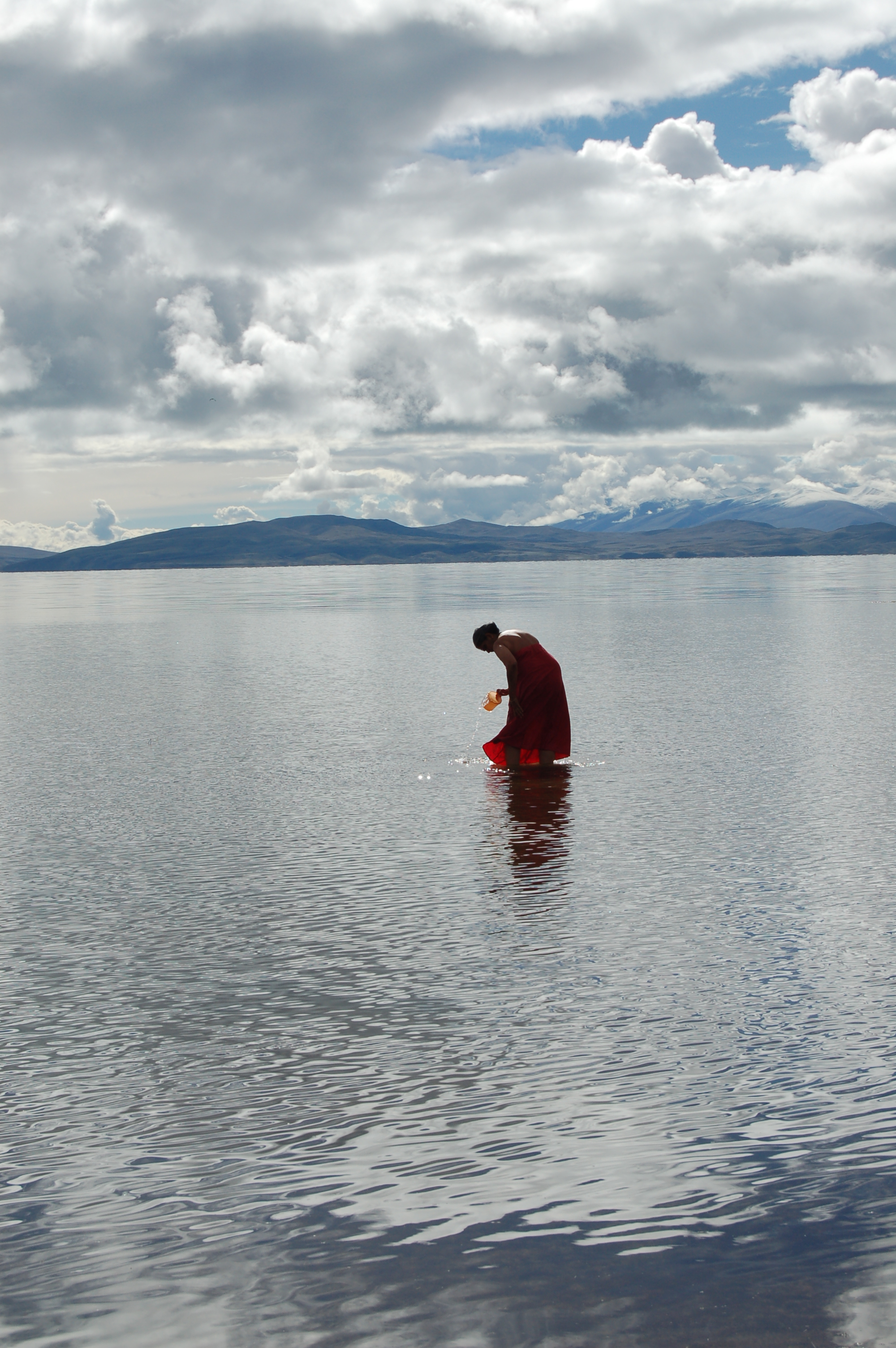
Indische Pilgerin badet im Manasarovar-See

Der Manasarovar ist ein Heiligtum der Hindus und der Buddhisten und so auch wichtiges Ziel von Pilgern. Er zählt zu den drei heiligen Seen in Tibet. Nach der hinduistischen Mythologie wurde der See vom Gott Brahma erdacht („manas“). Im hinduistischen Epos Ramayana heißt es:

„Wann immer einer den Boden um den Manasarovar berührt oder wenn er in dem See badet, so wird er ins Paradies des Brahma eingehen; und der, der von seinen Wassern trinkt, wird in Shivas Himmel eingehen und wird von den Sünden von hundert Wiedergeburten erlöst werden.“

Entlang des Seeufers befanden sich früher entsprechend den acht Speichen des buddhistischen Lebensrads die Gompas (Klöster) Chiu (auf einem Felsen gebaut), Cherkip, Langpona, Bönri, Seralung, Yerngo, Trügo und Gossul (ebenfalls auf einem Felsen errichtet), von denen fünf noch existieren. Der Rundweg auf dem traditionellen Pilgerweg misst 103 km (Manasarovar Parikrama), für den die Pilger zwischen zwei und vier Tagen benötigen.
Während in der Mystik mit dem Manasarovar die Attribute leicht, positiv und männlich verbunden werden, sind dies beim westlichen Nachbarn Raksastal die Attribute dunkel, negativ und weiblich. Da die beiden Seen von den Tibetern auch als Bräutigam und Braut angesehen werden, wird es als glücksverheißend angesehen, wenn der Verbindungskanal Ganga Chu Wasser führt.

## Sonstiges
Der See ist Namensgeber des Bollywood-Films Wiedersehen am See Manasarovar, Anup Kurian (2004).
Manasarovar („Ozean der Gedanken“) lautet des Weiteren der Titel einer Sammlung von 205 der insgesamt etwa 350 Kurzgeschichten des indischen Schriftstellers Premchand (1880–1936).